# Lee Hye-jin
Lee Hye-jin (kor. 이혜진; ur. 23 stycznia 1992 w Gyeonggi) – południowokoreańska kolarka torowa, srebrna medalistka mistrzostw świata.

## Kariera
Pierwszy medal w karierze zdobyła w 2012 roku, kiedy zajęła drugie miejsce w sprincie drużynowym na kolarskich mistrzostwach Azji. W tej samej konkurencji zdobywała następnie brąz na kolarskich mistrzostwach Azji w 2013 roku, srebrny w 2014 roku i złoty w 2015 roku. W międzyczasie zdobyła też srebrny medal w sprincie drużynowym podczas igrzysk azjatyckich w Inczon w 2014 roku. Na rozgrywanych cztery lata później igrzyskach azjatyckich w Dżakarcie zdobyła trzy medale: srebrne w keirinie i sprincie oraz brązowy w sprincie drużynowym. Ponadto na mistrzostwach świata w Berlinie w 2020 roku zdobyła srebrny medal w keirinie. Był to pierwszy w historii medal dla Korei Południowej wywalczony w tej konkurencji. W zawodach tych rozdzieliła Niemkę Emmę Hinze i Stephanie Morton z Australii.
Startowała na igrzyskach olimpijskich w Londynie w 2012 roku, gdzie zajęła dziewiąte miejsce w sprincie drużynowym, czternaste w sprincie i szesnaste w keirinie. Na rozgrywanych cztery lata później igrzyskach w Rio de Janeiro zajęła ósmą pozycję w keirinie. Brała również udział w igrzyskach olimpijskich w Tokio, zajmując 19. miejsce w keirinie i 21. w sprincie indywidualnym.